# Sun Kil Moon
Sun Kil Moon est un groupe de folk rock américain formé en 2002, originaire de San Francisco, Californie. Initialement conçu comme une continuation du groupe Red House Painters, Sun Kil Moon est devenu le nom de scène principal du chanteur et guitariste Mark Kozelek. Ce nom est inspiré de celui du boxeur coréen Moon Sung-kil.

## Biographie
À la suite de la dissolution de Red House Painters en 2001, Kozelek sort quelques enregistrements en solo avant de former Sun Kil Moon en 2002. Le premier album du groupe, Ghosts of the Great Highway, sort en novembre 2003 sur le label Jetset Records. Globalement bien reçu par les critiques, il reçoit une note de 84/100 sur Metacritic.com.
En France, Sun Kil Moon est vu par Télérama comme « une plume majeure de l'americana ». Son album de 2015, Universal Themes, est décrit par les Inrocks comme « du death metal joué à la guitare acoustique ».

## Discographie

### Albums studio
- Ghosts of the Great Highway (2003)
- Tiny Cities (2005)
- April (2008)
- Admiral Fell Promises (2010)
- Among the Leaves (2012)
- Benji (2014)
- Universal Themes (2015)
- Common as Light and Love Are Red Valleys of Blood (2017)
- This Is My Dinner (2018)
- I Also Want to Die in New Orleans (2019)
- Welcome to Sparks, Nevada (2020)
- Lunch in the Park (2021)
- Quiet Beach House Nights (2023)
- All the Artists (2025)

### En collaboration avec le groupeJesu
- Jesu/Sun Kil Moon (2016)
- 30 Seconds to the Decline of Planet Earth (2017)